# روزاریو بالماسدا
روزاریو بالماسدا (انگلیسی: Rosario Balmaceda؛ زادهٔ ۲۶ مارس ۱۹۹۹) بازیکن فوتبال اهل شیلی است.
از باشگاه‌هایی که در آن بازی کرده‌است می‌توان به باشگاه فوتبال اونیورسیداد شیلی اشاره کرد.
وی همچنین در تیم‌های ملی فوتبال Chile women's national under-17 football team, Chile women's national under-20 football team، و زنان شیلی بازی کرده‌است.